# Tamaryszek czteropręcikowy
Tamaryszek czteropręcikowy, tamaryszek drobnokwiatowy (Tamarix tetrandra Pall. ex. M. Bieb.) – gatunek roślin z rodziny tamaryszkowatych. Pochodzi z obszaru od południowo–wschodniej Europy po Bliski Wschód. Do Ameryki Północnej został introdukowany i uważany jest tam za gatunek inwazyjny.

## Morfologia
PokrójKrzew o łukowato wygiętych gałęziach i rozłożystym pokroju, w Polsce osiągający wysokość do 2 metrów, a na naturalnych obszarach występowania do około 4,5 metra.
LiścieSiedzące, drobne, szydełkowate lub igiełkowate, zielone.
PędyCienkie, ciemne, w czasie zimy błyszczące barwy ciemnowiśniowej, boczne pędy nie ulegają zdrewnieniu.
KwiatyRośliny jednopienne. Kwiaty 4–krotne o płatkach barwy różowej, skupione w wąskich gronach o długości od 2–4 cm, kielich i słupek czerwonawy. Kwitnienie w maju i czerwcu, czasem w lipcu.